# Ivachnová
Ivachnová es un municipio del distrito de Ružomberok en la región de Žilina, Eslovaquia, con una población estimada a final del año 2024 de 760 habitantes.
Se encuentra ubicado en el centro-sur de la región, cerca del curso alto del río Váh (cuenca hidrográfica del Danubio) y de la frontera con la región de Banská Bystrica.

## Demografía
| Año        | 1994 | 2004    | 2014    | 2024     |
| ---------- | ---- | ------- | ------- | -------- |
| Población  | 475  | 500     | 581     | 760      |
| Diferencia |      | +5,26 % | +16,2 % | +30,80 % |

| Año        | 2023 | 2024    |
| ---------- | ---- | ------- |
| Población  | 728  | 760     |
| Diferencia |      | +4,39 % |